# La mano di Fatima
La mano di Fatima è il secondo romanzo scritto da Ildefonso Falcones, avvocato che esercita a Barcellona.

## Trama
Nel 1568 i musulmani si rivoltano contro i cristiani, in mezzo a loro appare un ragazzino di 14 anni con gli occhi azzurri, nato dallo stupro commesso da un prete cristiano. Il suo nome è Hernando Ruiz.
Rinnegato dalla sua stessa gente, si guadagnerà la loro fiducia con il coraggio e la generosità, soprattutto grazie alla sua grande abilità di saper trattare con gli animali dell'esercito. Una notte durante una strage a opera dei musulmani, a Juviles incontra per pura casualità Fatima, una ragazza più piccola di un anno di lui, madre di un bambino che tiene in braccio, con al collo un amuleto molto prezioso chiamato "la mano di Fatima". Questo incontro cambierà definitivamente la sua vita.
Nella vita di Hernando spiccano soprattutto la figure di Aisha, sua madre, e Brahim, il suo patrigno. Quest'ultimo non è per niente affezionato al ragazzo, il quale viene chiamato spesso "il Nazareno", soprannome dovuto al fatto che Hernando è il figlio di un prete cristiano. Brahim è molto violento nei suoi confronti, fino a pretendere di sposarsi con Fatima, di cui Hernando si è perdutamente innamorato.

## Edizioni
- Ildefonso Falcones, La mano di Fatima, traduzione di Nanda di Girolamo, Longanesi, 2009,  p. 922.